# كلود أوكنلك
المشير السير كلود جون آير أوكنلك، الحائز على صليب الفرسان الكبير، ووسام قائد فارس في الإمبراطورية الهندية، ووسام النجمة الهندية برتبة رفيق، ووسام الخدمة المشرفة، ورتبة ضابط فائق الامتياز ضمن الإمبراطورية البريطانية، (21 يونيو 1884- 23 مارس 1981) كان أحد قادة الجيش البريطاني خلال الحرب العالمية الثانية. كان جنديًا قضى معظم حياته العسكرية في الهند، حيث صعد ليصبح القائد الأعلى للجيش الهندي في أوائل عام 1941. في يوليو عام 1941، عُيّن قائدًا عامًا للقوات في الشرق الأوسط، ولكن بعد النجاحات الأولية، انقلبت الحرب في شمال أفريقيا على البريطانيين، ثم عُزل من منصبه عام 1942 في أثناء حملة العلمين الحاسمة.
في يونيو عام 1943، عُيّن من جديد قائدًا للقوات في الهند، حيث كان لدعمه من خلال تنظيم الإمداد والصيانة والتدريب للجيش الرابع عشر لوليم سليم دورٌ مهم في نجاحه. شغل منصب القائد العام للقوات في الهند حتى التقسيم في عام 1947، وحينها تولى دور القائد الأعلى لجميع القوات البريطانية في الهند وباكستان حتى أواخر عام 1948.

## نشأته ومسيرته المهنية
وُلد في 89 طريق فيكتوريا في ألدرشوت، وهو ابن العقيد جون كلود ألكساندر أوكنلك وماري إليانور (آير) أوكنلك، والتحق بمدرسة إيغل هاوس في كراوثورن، ثم بكلية ويلينغتون بمنحة دراسية. بعد التحاقه بالكلية العسكرية الملكية، ساندهيرست، أصبح أوكنلك ملازمًا ثانيًا غير ملحق في الجيش الهندي في 21 يناير عام 1903، وانضم إلى فوج المشاة البنجابي 62 في أبريل عام 1904. تعلم عدة لغات هندية بسرعة كبيرة، وكان قادرًا على التحدث بطلاقة إلى جنوده، مثلما فهم اللهجات والعادات المحلية: تولّد هذه الدراية احترامًا متبادلًا دائمًا، عززته شخصيته. ثم رُقي إلى رتبة ملازم أول في 21 أبريل عام 1905، وقضى العامين التاليين في التبت وسيكيم قبل أن ينتقل إلى بيناريس في عام 1907، حيث أُصيب بالخناق (الديفتيريا). بعد أن خدم لفترة قصيرة مع فوج مشاة إينيسكيلينغ الملكي في ألدرشوت، عاد إلى بيناريس في عام 1909، وأصبح مساعدًا في فوج المشاة البنجابي 62 مع ترقيته إلى رتبة نقيب في 21 يناير عام 1912. كان أوكنلك ماسونيًا نشطًا.
شهد أوكنلك في أثناء خدمته الحربَ العالمية الأولى، ونُشر مع فوجه للدفاع عن قناة السويس: في فبراير عام 1915 كان يعمل ضد الأتراك في الإسماعيلية. ثم انتقل فوجه إلى عدن لمواجهة التهديد التركي هناك في يوليو عام 1915. بعدها حطت الفرقة الهندية السادسة، التي كان فوجه جزءًا منها، في البصرة في 31 ديسمبر عام 1915 لحملة بلاد الرافدين. في يوليو عام 1916، رُقي أوكنلك إلى رتبة رائد، وحل في المركز الثاني في قيادة كتيبه. شارك في سلسلة من الهجمات غير المثمرة ضد الأتراك في معركة حنا في يناير عام 1916، وكان أحد الضباط البريطانيين القلائل الناجين من فوجه من تلك الأحداث. ثم أصبح الضابط القائد لكتيبه في فبراير عام 1917، وقاد فوجه في معركة الكوت الثانية في فبراير وفي سقوط بغداد في مارس من نفس العام. بعد أن ذُكر اسمه في البرقيات وحصل على وسام الخدمة المشرفة في عام 1917 لخدمته في بلاد الرافدين، رُقي إلى رتبة رائد دائم في 21 يناير عام 1918، وإلى مقدم مؤقت في 23 مايو عام 1919، وإلى رتبة مقدم شرف في 15 نوفمبر عام 1919 بسبب «خدمته المتميزة في جنوب كردستان ووسطها» بناءً على توصية القائد الأعلى لقوات بلاد الرافدين.

## بين الحربين العالميتين
التحق أوكنلك بكلية الأركان في كويتا بين عامي 1920 و1921. تزوج جيسي ستيوارت في عام 1921. وُلدت جيسي في عام 1900 في تاكوما، واشنطن، ووالدها هو ألكساندر ستيوارت، رئيس خط بلو فنل الذي كان يمتد على طول الساحل الغربي للولايات المتحدة. عندما تُوفي في عام 1919، أخذتها والدتها وشقيقَها التوءم آلان وشقيقها الأصغر هيبورن إلى بون رانوش، التي تمتلكها العائلة في إينرهادين في بيرثشاير. في أثناء عطلة في غراس على الريفيرا الفرنسية، التقى أوكنلك، الذي كان في إجازة من الهند في ذلك الوقت، جيسي في ملعب للتنس. كانت جميلة وذات عيون زرقاء. جرت الأمور بسرعة، وتزوجا في غضون خمسة أشهر. ولكونها أصغر منه بست عشرة سنة، أصبحت جيسي معروفة باسم «الفتاة الأمريكية الصغيرة» في الهند، لكنها تكيفت بسهولة مع الحياة هناك. لم ينجبا أي أطفال.
أصبح أوكنلك نائبًا مساعدًا لأمين المخازن العامة في مقر الجيش في فبراير عام 1923، ثم أصبح القائد الثاني لفوجه في سبتمبر 1925، والذي أصبح اسمه في أثناء إعادة تنظيم الجيش الهندي في عام 1923 الكتيبة الأولى من الفوج البنجابي الأول. التحق بعد ذلك بكلية الدفاع الملكية في عام 1927، وبعد ترقيته إلى رتبة مقدم في 21 يناير عام 1929، أصبح قائدًا لفوجه. رُقي إلى عقيد كامل في 1 فبراير عام 1930 مع الأقدمية من 15 نوفمبر عام 1923، فأصبح مدرسًا في كلية الأركان في كويتا في فبراير عام 1930 حيث بقي حتى أبريل عام 1933. رُقي إلى رتبة عميد مؤقت في 1 يوليو عام 1933، وتولى قيادة لواء بيشاور، الذي كان يعمل في استرضاء المناطق القبلية المجاورة خلال عمليات مهمند وباجور بين يوليو وأكتوبر عام 1933: خلال فترة قيادته، ذُكر اسمه في البرقيات. ثم قاد حملة تأديب ثانية خلال حملة مهمند الثانية في أغسطس عام 1935، وعلى إثرها ذُكر اسمه مرة أخرى في البرقيات، ورُقي إلى رتبة لواء في 30 نوفمبر عام 1935، وعُيّن رفيقًا بوسام النجمة الهندية في 8 مايو عام 1936.
عند مغادرته قيادةَ لواء في أبريل عام 1936، كان أوكنلك على قائمة العاطلين عن العمل (بنصف أجر) حتى سبتمبر عام 1936، حين عُيّن نائبًا لرئيس الأركان العامة ومدير واجبات الأركان في دلهي. بعدها عُيّن لقيادة مقاطعة ميروت في الهند في يوليو عام 1938. في عام 1938، عُيّن أوكنلك لرئاسة لجنة دراسة تحديث الجيش الهندي البريطاني وتكوينه وإعادة تجهيزه: شكلت توصيات اللجنة أساسًا لتقرير شاتفيلد لعام 1939، الذي أوجز تحول الجيش الهندي، إذ ازداد عدده من 183 ألفًا في عام 1939 إلى أكثر من مليونين ومئتين وخمسين ألف جندي.

## سيرته العسكرية
- عندما غزا الألمان النرويج في أبريل 1940، عمل أوكنلك قائدأ عاماً للقوات البريطانية هناك، وبعد أن صار وضعها هناك ميئوسا منه، كُلّف أوكنلك بمهمة إجلاء القوات البريطانية من هناك، وبعد ذلك عين قائداً عاماً في الهند.
- عُيّن أوكنلك في 21 يونيو 1941 قائداً للقوات البريطانية في الشرق الأوسط خلفاً للقائد البريطاني أرشيبالد ويفل وفي ذلك الوقت كانت المهمة الأساسية لتلك القوات انحصرت في إلحاق الهزيمة بقوات المحور في شمال أفريقيا بقيادة إيرون رومل.
- في 18 نوفمبر من ذلك العام بدأ الجيش الثامن البريطاني (وهو جزء من القوات البريطانية في الشرق الأوسط) تنفيذ أول الهجمات الكبيرة ضد تلك القوات المسماة عملية الصليبي، ونجح في دفعها إلى الوراء حتى مرسى البريقة، إلاّ أن رومل شن هجوماً جديداً في 21 يناير 1942 تقدمت به قواته حتى التميمي.
- في 26 مايو 1942 شن رومل هجومه الجديد الذي عرف باسم معركة عين الغزالة وكان يقود الجيش الثامن آنذاك القائد البريطاني نيل ريتشي، وكانت نتيجة الهجوم انتصار قوات رومل واستيلاءها على طبرق، مما حدا بأوكنلك إلى عزل ريتشي في 25 يونيو، وتولى قيادة الجيش الثامن بنفسه، واستطاع أوكنلك أن يوقف تقدم رومل عند قرية العلمين فيما عرف باسم معركة العلمين الأولى ، ورغم ذلك فإن رئيس الوزراء البريطاني ونستون تشرشل عزله من منصبه في أغسطس من نفس العام، وعين هارولد ألكسندر قائداً للقوات البريطانية في الشرق الأوسط، وعين برنارد مونتغمري قائداً للجيش الثامن، أما أوكنلك فقد عاد إلى الهند في عام 1943، وبقي هناك حتى عام 1947.
- توفي أوكنلك في المغرب عام 1981 ودفن في مقبرة بن مسيك الأوروبية في الدار البيضاء.

## روابط خارجية
- كلود أوكنلك على موقع الموسوعة البريطانية (الإنجليزية)
- كلود أوكنلك على موقع مونزينجر (الألمانية)
- كلود أوكنلك على موقع إن إن دي بي (الإنجليزية)